# Albert Renard
Albert Renard (Spa, 14 juni 1877 - Luik, 29 januari 1961) was een Belgisch senator.

## Levensloop
Renard was beroepshalve journalist en werd lid van de Belgische Werkliedenpartij.
Hij werd in 1921 voor deze partij gecoöpteerd senator, een mandaat dat hij uitoefende tot in 1925.
Hij was na de Eerste Wereldoorlog invloedrijk, onder meer door zijn nauwe contacten met Georges Clemenceau en Raymond Poincaré. Hij behoorde tot degenen die de aanhechting bij België bepleitten van de Duitstalige regio Eupen-Malmedy.

## Publicaties
- Tranches de vie. Délivrance!... ou cléricalisme et anticléricaux-démocrates, Brussel, 1912.
- Les grands petits Belges. Hystériques de Lourdes. Soleils des Pays-Bas. C'étaient deux All'mands, Brussel, 1919.
- La désannexion de la Wallonie prussienne, Brussel, 1918.
- Paix ou guerre. Eupen-Malmédy (...), met een voorwoord door R. Poincaré, Parijs, 1930.
- Sécurité d'abord!, Parijs, 1935.
- Le trilinguisme obligatoire en Belgique, Malmédy, 1937.